# 🇯🇵
🇯🇵 is een Unicode vlagsequentie emoji die gebruikt wordt als regionale indicator voor Japan. De meest gebruikelijke weergave is die van de vlag van Japan, maar op sommige platforms (waaronder Microsoft Windows) ziet men de letters JP.
De vlagsequentie is opgebouwd uit de combinatie van de Regional Indicator Symbols 🇯 (U+1F1EF) en 🇵 (U+1F1F5), tezamen de ISO 3166-1 alpha-2 code JP voor Japan vormend.
Deze emoji is in 2010 geïntroduceerd met de Unicode 6.0-standaard.

## Gebruik

De landsvlag van Japan

Deze emoji wordt gebruikt als regionale aanduiding van Japan. Dit is een van de tien emoji-landaanduidingen waar oorspronkelijk een enkel karakter voor was voorzien.

## Codering

De Emoji One-implementatie

### Unicode
In Unicode vindt men de 🇯🇵 met de codesequentie U+1F1EF U+1F1F5 (hex).

### Shortcode
Er zijn shortcodes  voor 🇯🇵; in Github kan deze opgeroepen worden met :japan:,  in Slack kan het karakter worden opgeroepen met de code :flag-jp:.